# Bouloc-en-Quercy
Bouloc-en-Quercy ( tot 10 februari 2017 Bouloc ) is een gemeente in het Franse departement Tarn-et-Garonne (regio Occitanie) en telt 210 inwoners (2004). De plaats maakt deel uit van het arrondissement Castelsarrasin.
Bij decreet van 10 februari 2017 werd de naam van de gemeente aangepast om het onderscheid te maken met de gemeente Bouloc in het departement Haute-Garonne.

## Geografie
De oppervlakte van Bouloc-en-Quercy bedraagt 14,3 km², de bevolkingsdichtheid is 14,7 inwoners per km².

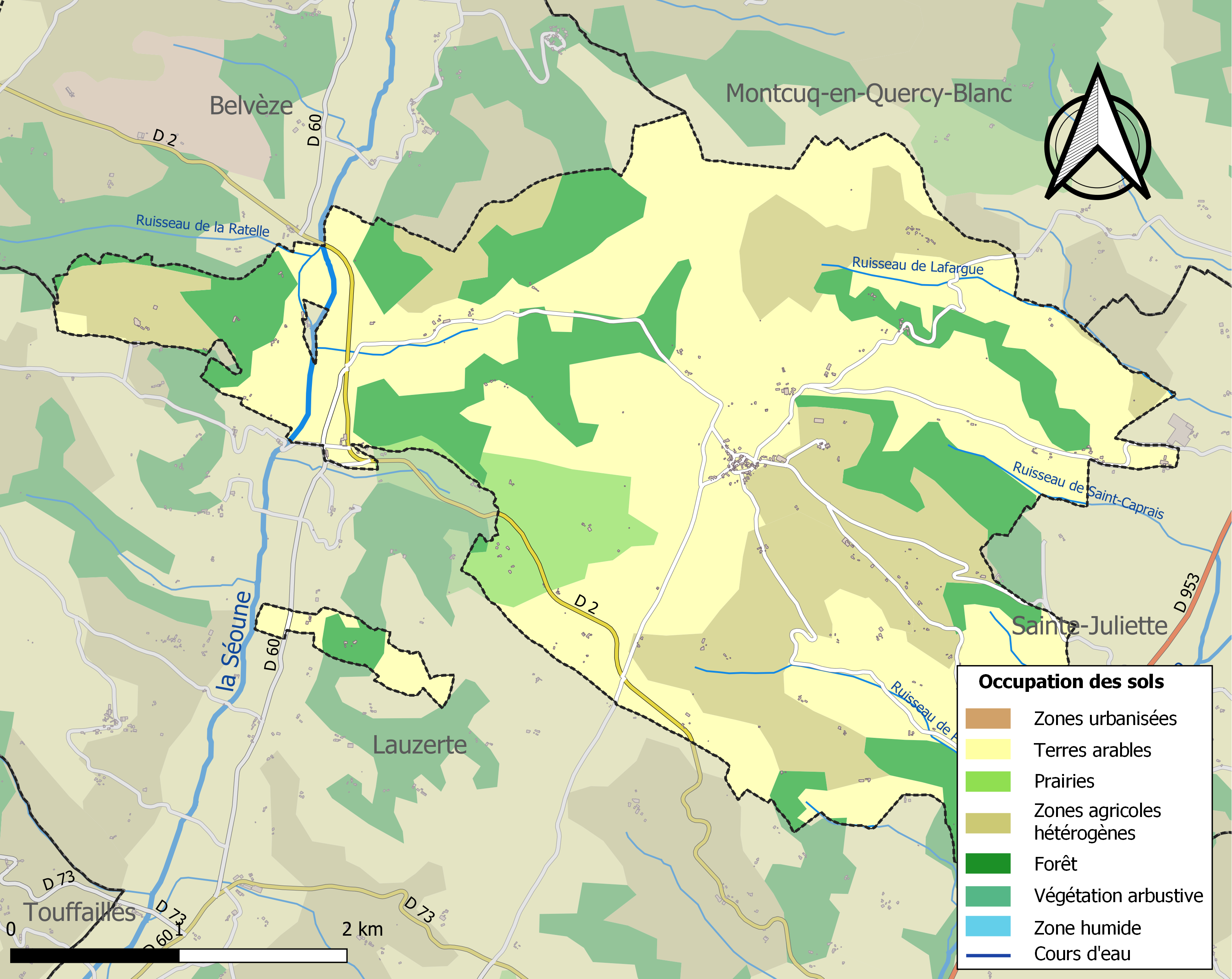
Kaart van de gemeente met de belangrijkste infrastructuur, bodemgebruik en omliggende gemeenten

## Demografie
Onderstaande figuur toont het verloop van het inwonertal (bron: INSEE-tellingen).